# Альгарробо (Колумбия)
Альгарробо (исп. Algarrobo) — город и муниципалитет на севере Колумбии, на территории департамента Магдалена.

## История
Поселение из которого позднее вырос город было основано 24 июня 1895 года. Муниципалитет Альгарробо был выделен в отдельную административную единицу в 1999 году.

## Географическое положение
Город расположен в восточной части департамента, на правом берегу реки Аригуани (приток реки Сесар), на расстоянии приблизительно 113 километров к юго-юго-востоку (SSE) от Санта-Марты, административного центра департамента. Абсолютная высота — 43 метров над уровнем моря.

Муниципалитет Альгарробо граничит на севере с муниципалитетом Фундасьон, на западе — с муниципалитетом Пивихай, на юге — с муниципалитетом Сабанас-де-Сан-Анхель, на востоке — с территорией департамента Сесар. Площадь муниципалитета составляет 409 км².

## Население
По данным Национального административного департамента статистики Колумбии, совокупная численность населения города и муниципалитета в 2015 году составляла 12 576 человек.
Динамика численности населения муниципалитета по годам:
| 2005   | 2006   | 2007   | 2008   | 2009   | 2010   | 2011   | 2012   | 2013   | 2014   |
| ------ | ------ | ------ | ------ | ------ | ------ | ------ | ------ | ------ | ------ |
| 11 778 | 11 866 | 11 942 | 12 014 | 12 089 | 12 161 | 12 243 | 12 312 | 12 399 | 12 480 |

Согласно данным переписи 2005 года мужчины составляли 52,7 % от населения Альгарробо, женщины — соответственно 47,3 %. В расовом отношении белые и метисы составляли 59 % от населения города; негры, мулаты и райсальцы — 41 %.
Уровень грамотности среди всего населения составлял 73,3 %.

## Экономика
Основу экономики Альгарробо составляет сельскохозяйственное производство.

57,9 % от общего числа городских и муниципальных предприятий составляют предприятия сферы обслуживания, 34,7 % — предприятия торговой сферы, 6,2 % — промышленные предприятия, 1,2 % — предприятия иных отраслей экономики.